# Verfeil (Tarn y Garona)
 Verfeil  es una población y comuna francesa, en la región de Mediodía-Pirineos, departamento de Tarn y Garona, en el distrito de Montauban y cantón de Saint-Antonin-Noble-Val.

## Demografía
| 524 | 519 | 451 | 425 | 360 | 320 |
| Para los censos de 1962 a 1999 la población legal corresponde a la población sin duplicidades (Fuente: INSEE [Consultar]) |     |     |     |     |     |